# Ханьдань
Ханьдань (спрощ.: 邯郸; піньїнь: Hándān) — міський округ у китайській провінції Хебей.

## Географія
Ханьдань лежить на півдні провінції.

### Клімат
Місто знаходиться у зоні, котра характеризується вологим субтропічним кліматом. Найтепліший місяць — липень із середньою температурою 27 °C (80.6 °F). Найхолодніший місяць — січень, із середньою температурою -1.3 °С (29.7 °F).
| Клімат Ханьданя         | Клімат Ханьданя | Клімат Ханьданя | Клімат Ханьданя | Клімат Ханьданя | Клімат Ханьданя | Клімат Ханьданя | Клімат Ханьданя | Клімат Ханьданя | Клімат Ханьданя | Клімат Ханьданя | Клімат Ханьданя | Клімат Ханьданя | Клімат Ханьданя |
| Показник                | Січ.            | Лют.            | Бер.            | Квіт.           | Трав.           | Черв.           | Лип.            | Серп.           | Вер.            | Жовт.           | Лист.           | Груд.           | Рік             |
| Середня температура, °C | −1,3            | 1,2             | 7,9             | 15,2            | 21,1            | 25,9            | 27              | 25,8            | 20,9            | 15              | 7,3             | 0,7             | 13,9            |
| Норма опадів, мм        | 3.9             | 7.3             | 12.9            | 26.5            | 35.2            | 54.4            | 162.8           | 131.8           | 51.9            | 33.5            | 15.4            | 5.1             | 540.7           |
| Днів з опадами          | 2,1             | 3,6             | 4,2             | 6,2             | 5,5             | 7,6             | 13,3            | 11,4            | 8,8             | 6,8             | 5               | 2,8             | 77,3            |
| Вологість повітря, %    | 52.9            | 53.7            | 53              | 52.7            | 54              | 56.2            | 74.1            | 77.1            | 71.2            | 67              | 63.3            | 57.8            | 61.1            |
| ----------------------- | --------------- | --------------- | --------------- | --------------- | --------------- | --------------- | --------------- | --------------- | --------------- | --------------- | --------------- | --------------- | --------------- |
| Джерело: Weatherbase    |                 |                 |                 |                 |                 |                 |                 |                 |                 |                 |                 |                 |                 |

## Адміністративний поділ
Міський округ поділяється на 6 районів, 1 міський повіт й 11 повітів:
| Карта | Карта    | Карта    | Карта            |
| --- | -------- | -------- | ---------------- |
| Ше Уань Ци ① ② Юннянь Цунтай ③ Ліньчжан Чен'ань Фейсян Цзіцзе Вей Цюйчжоу ④ Цю ⑤ Дамін ① Фенфен ② Фусін ③ Ханьшань ④ Гуанпін ⑤ Гуаньтао |          |          |                  |
| Статус | Назва    | Оригінал | Населення (2020) |
| Район | Ханьшань | 邯山区   | 837 419          |
| Район | Цунтай   | 丛台区   | 866 611          |
| Район | Фейсян   | 肥乡县   | 372 265          |
| Район | Фенфен   | 峰峰矿区 | 429 245          |
| Район | Фусін    | 复兴区   | 367 961          |
| Район | Юннянь   | 永年县   | 851 227          |
| Місто | Уань     | 武安市   | 811 631          |
| Повіт | Вей      | 魏县     | 796 806          |
| Повіт | Гуанпін  | 广平县   | 264 025          |
| Повіт | Гуаньтао | 馆陶县   | 307 912          |
| Повіт | Дамін    | 大名县   | 726 396          |
| Повіт | Ліньчжан | 临漳县   | 589 003          |
| Повіт | Ци       | 磁县     | 440 728          |
| Повіт | Цзіцзе   | 鸡泽县   | 297 425          |
| Повіт | Цю       | 邱县     | 210 998          |
| Повіт | Цюйчжоу  | 曲周县   | 463 727          |
| Повіт | Чен'ань  | 成安县   | 401 052          |
| Повіт | Ше       | 涉县     | 379 559          |

## Відомі уродженці
- Сюнь-цзи
- Цінь Ши Хуан-ді
- Цао Цао
- Хуан Хуа

## Міста-побратими
- Кривий Ріг